# Even Pellerud
Even Jostein Pellerud (* 15. Juli 1953) ist ein norwegischer Fußballtrainer und ehemaliger -spieler. Zuletzt trainierte er von Januar 2013 bis Juni 2015 die norwegische Nationalmannschaft der Frauen. Er ist der einzige Nationaltrainer, der zwei Mannschaften (Kanada und Norwegen) jeweils mehr als 100 Spiele betreute und der Nationaltrainer, der bei den meisten Länderspielen von Nationalmannschaften der Frauen als Trainer tätig war.

## Karriere
Als Spieler war Pellerud unter anderem von 1974 bis 1979 bei Vålerenga Oslo und von 1983 bis 1986 bei Kongsvinger IL beschäftigt.
1989 übernahm er als Trainer Norwegens Frauennationalmannschaft. Bei der Europameisterschaft 1993 gewann er mit ihnen den Titel. Zuvor war er 1991 mit ihnen bis ins Finale gekommen. Bei der EM 1995 schied Norwegen bereits im Halbfinale aus. Mit dem Gewinn der Weltmeisterschaft 1995 feierte er seinen größten Erfolg. Nach dem Gewinn der Bronzemedaille bei den Olympischen Spielen 1996 verließ er die Mannschaft.
1999 übernahm Pellerud Kanadas Frauennationalmannschaft, die er mit Platz 4 bei der Weltmeisterschaft 2003 zu ihrem bis 2021 größten Erfolg führte. Im Sommer 2008 führte er Kanada erstmals zu einer Olympiateilnahme. Von 2009 bis 2012 war er Trainer des Frauen-Teams von Trinidad und Tobago. 2013 übernahm er erneut die Mannschaft seines Heimatlandes und führte sie bei der EM 2013 ins Finale. Die Mannschaft scheiterte dort aber an Titelverteidiger Deutschland bzw. Nadine Angerer, die zwei Elfmeter der norwegischen Spielerinnen halten konnte. Bei der WM 2015 scheiterte die Mannschaft bereits im Achtelfinale am späteren Dritten England und verpasste die Qualifikation für die Olympischen Spiele 2016. Er trat daraufhin im August 2015 von seinem Posten zurück.

## Erfolge
- 1993 – Gewinn der Europameisterschaft der Frauen mit Norwegen
- 1995 – Gewinn der Weltmeisterschaft der Frauen mit Norwegen
- 1996 – Gewinn der Bronzemedaille beim Frauenturnier der Olympischen Spiele mit Norwegen